# Liste der Biografien/Kub
Liste der Biografien |
Portal Biografien |
Personensuche
# |
A |
B |
C |
D |
E |
F |
G |
H |
I |
J |
K |
L |
M |
N |
O |
P |
Q |
R |
S |
T |
U |
V |
W |
X |
Y |
Z |
?
 
Ka |
Kb |
Kc |
Kd |
Ke |
Kf |
Kg |
Kh |
Ki |
Kj |
Kl |
Km |
Kn |
Ko |
Kp |
Kr |
Ks |
Kt |
Ku |
Kv |
Kw |
Ky |
Kx |
Kz
 
Kua |
Kub |
Kuc |
Kud |
Kue |
Kuf |
Kug |
Kuh |
Kui |
Kuj |
Kuk |
Kul |
Kum |
Kun |
Kuo |
Kup |
Kuq |
Kur |
Kus |
Kut |
Kuu |
Kuv |
Kuw |
Kux |
Kuy |
Kuz
Die Liste der Biografien führt alle Personen auf, die in der deutschsprachigen Wikipedia einen Artikel haben. Dieses ist eine Teilliste mit 500 Einträgen von Personen, deren Namen mit den Buchstaben „Kub“ beginnt.

## Kub

### Kuba
- Kuba Thowa, Thomas (1917–2000), kongolesischer Geistlicher, römisch-katholischer Bischof von Mahagi-Nioka
- Kuba, Filip (* 1976), tschechischer Eishockeyspieler
- Kuba, Günter (* 1979), österreichischer Schachmeister
- Kuba, Heinrich (* 1937), österreichischer Politiker (SPÖ), Abgeordneter zum Nationalrat
- Kuba, Hikaru (* 1990), japanischer Fußballspieler
- Kuba, Ines (* 1971), deutsches Fotomodell
- Kuba, Ingeborg (* 1929), österreichische Bildhauerin, Keramikerin und Grafikerin
- Kuba, Johann (1900–1948), österreichischer Politiker (SPÖ), Landtagsabgeordneter
- Kuba, Ludvík (1863–1956), tschechischer Landschaftsmaler, Musiker und Schriftsteller
- Kuba, Martin (* 1973), tschechischer Politiker (ODS)
- Kuba, Masatomo (* 1984), japanischer Fußballspieler
- Kuba, Peter (* 1952), österreichischer Kunstpädagoge, Maler und Grafiker
- Kuba, Samuray (* 1985), kubanischer Musiker
- Kuba, Teresa (* 1987), deutsche Schriftstellerin
- Kubach, Fritz (1912–1945), deutscher Naturwissenschaftler und Wissenschaftshistoriker, nationalsozialistischer Parteifunktionär
- Kubach, Gabi (* 1944), deutsche Regisseurin
- Kubach, Gerhard (* 1955), deutscher Jazzmusiker (Kontrabass, Bassgitarre)
- Kubach, Hans Erich (1909–1999), deutscher Kunsthistoriker und Denkmalpfleger
- Kubach, Livia (* 1966), deutsche Bildhauerin
- Kubach, Wolfgang (1930–2022), deutscher Schlagersänger, Schauspieler und Stimmenimitator
- Kubach, Wolfgang (1936–2007), deutscher Bildhauer
- Kubach-Wilmsen, Anna (1937–2021), deutsche Bildhauerin
- Kubacká, Viera (* 1968), slowakische Crosslauf-Sommerbiathletin
- Kubacki, Dawid (* 1990), polnischer SkispringerDawid Kubacki (* 1990)

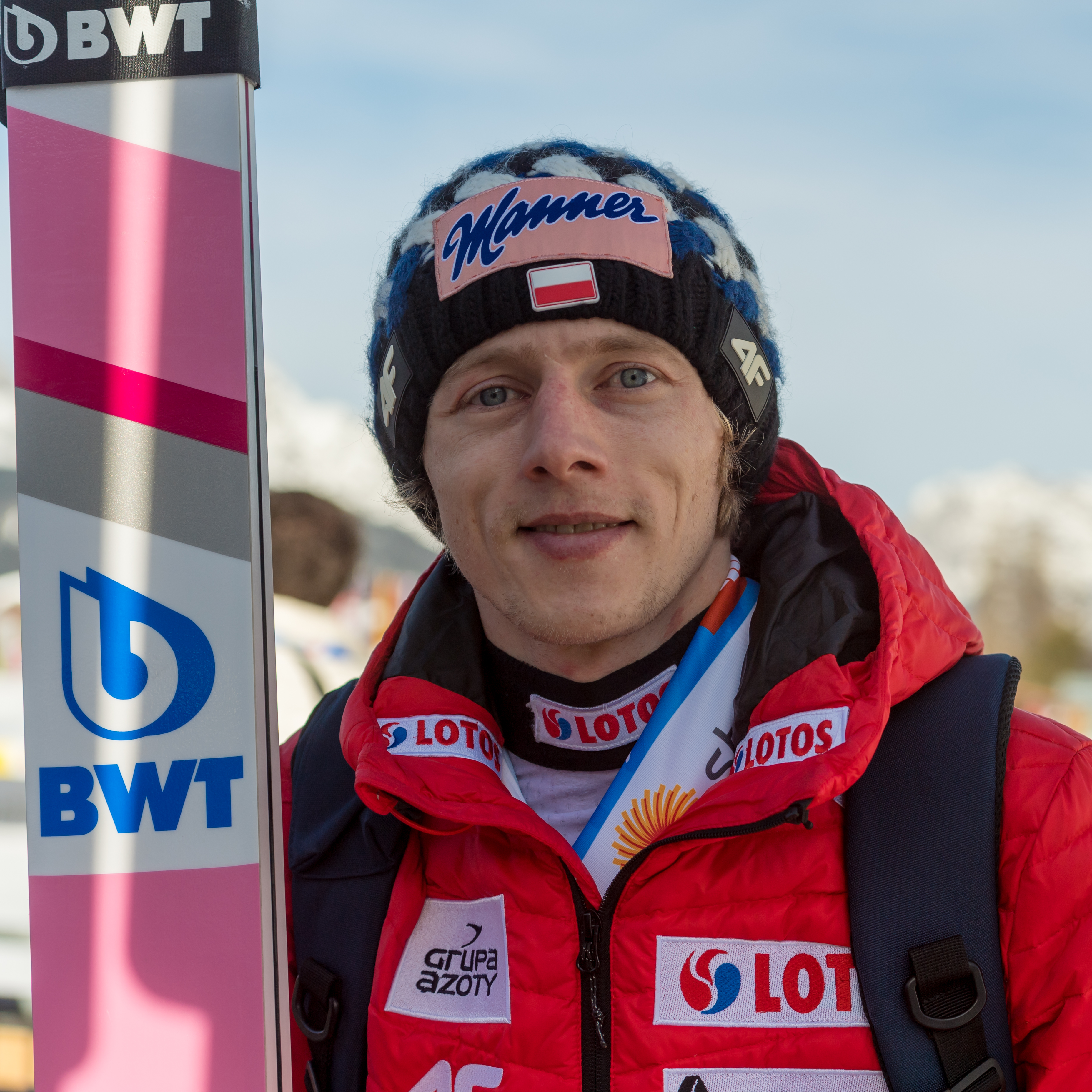
Dawid Kubacki (* 1990)

- Kubacki, Rafał (* 1967), polnischer Judoka
- Kubacz, Frank (1868–1933), polnischer Politiker in der Freien Stadt Danzig
- Kubaczek, Martin (* 1954), österreichischer Autor
- Kubadinski, Pentscho (1918–1995), bulgarischer Politiker
- Kubail, Ralph (1952–1981), deutscher Ruderer
- Kubaisi, Ahmed al- (* 1934), sunnitischer Gelehrter
- Kubak, Rudolf (1927–2008), deutscher Orgelbauer
- Kubala, Felicitas (* 1956), deutsche Politikerin (Bündnis 90/Die Grünen), MdA
- Kubala, László (1927–2002), ungarischer, tschechoslowakischer und spanischer Fußballspieler und -trainerLászló Kubala (1927–2002)

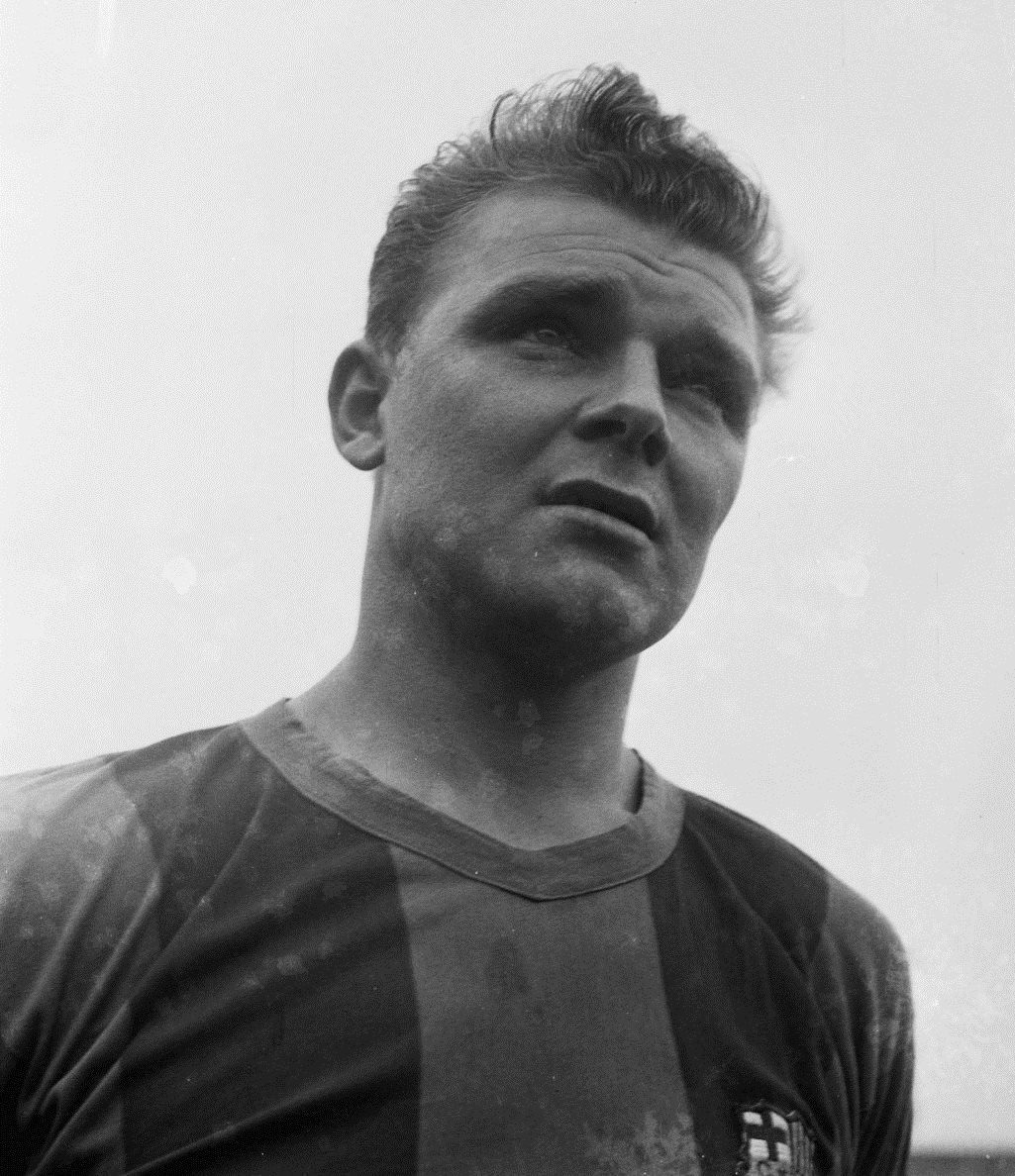
László Kubala (1927–2002)

- Kubala, Otomar (1906–1946), slowakischer Politiker, Lehrer und Journalist; Stabschef und späterer Stellvertretender Oberbefehlshaber der Hlinka-Garde
- Kubala, Přemysl (* 1973), tschechischer Beachvolleyballspieler
- Kubala, Witold (* 1970), polnischer Fußballspieler
- Kubalas, Alihan (* 1991), türkischer Fußballspieler
- Kubálek, Antonín (1935–2011), kanadischer Pianist und Musikpädagoge tschechischer Herkunft
- Kubaliak, Michal (* 1993), slowakischer Biathlet
- Kubalík, Dominik (* 1995), tschechischer Eishockeyspieler
- Kubalík, Tomáš (* 1990), tschechischer Eishockeyspieler
- Kubálková, Lenka (* 1982), tschechische Schauspielerin
- Kuball, Christel (1876–1950), deutscher Kunstverglaser
- Kuball, Mischa (* 1959), deutscher Künstler und Hochschullehrer
- Kuball, Tino, deutscher Basketballspieler
- Kuballa, Felix (* 1944), deutscher Fernsehjournalist und Filmemacher
- Kuballa, Horst (* 1952), deutscher Fußballspieler
- Kubalski, Nathalie (* 1993), deutsche Hockeytorhüterin
- Kuban, Ali Hassan († 2001), nubischer Sänger
- Kuban, Glen J. (* 1957), US-amerikanischer Biologe
- Kubáň, Lukáš (* 1987), tschechischer Fußballspieler
- Kubáň, Milan (* 1976), slowakischer Kanute und Trainer
- Kuban, Thomas, deutscher Journalist und Sachbuchautor
- Kuban, Tilman (* 1987), deutscher Politiker (CDU)Tilman Kuban (* 1987)

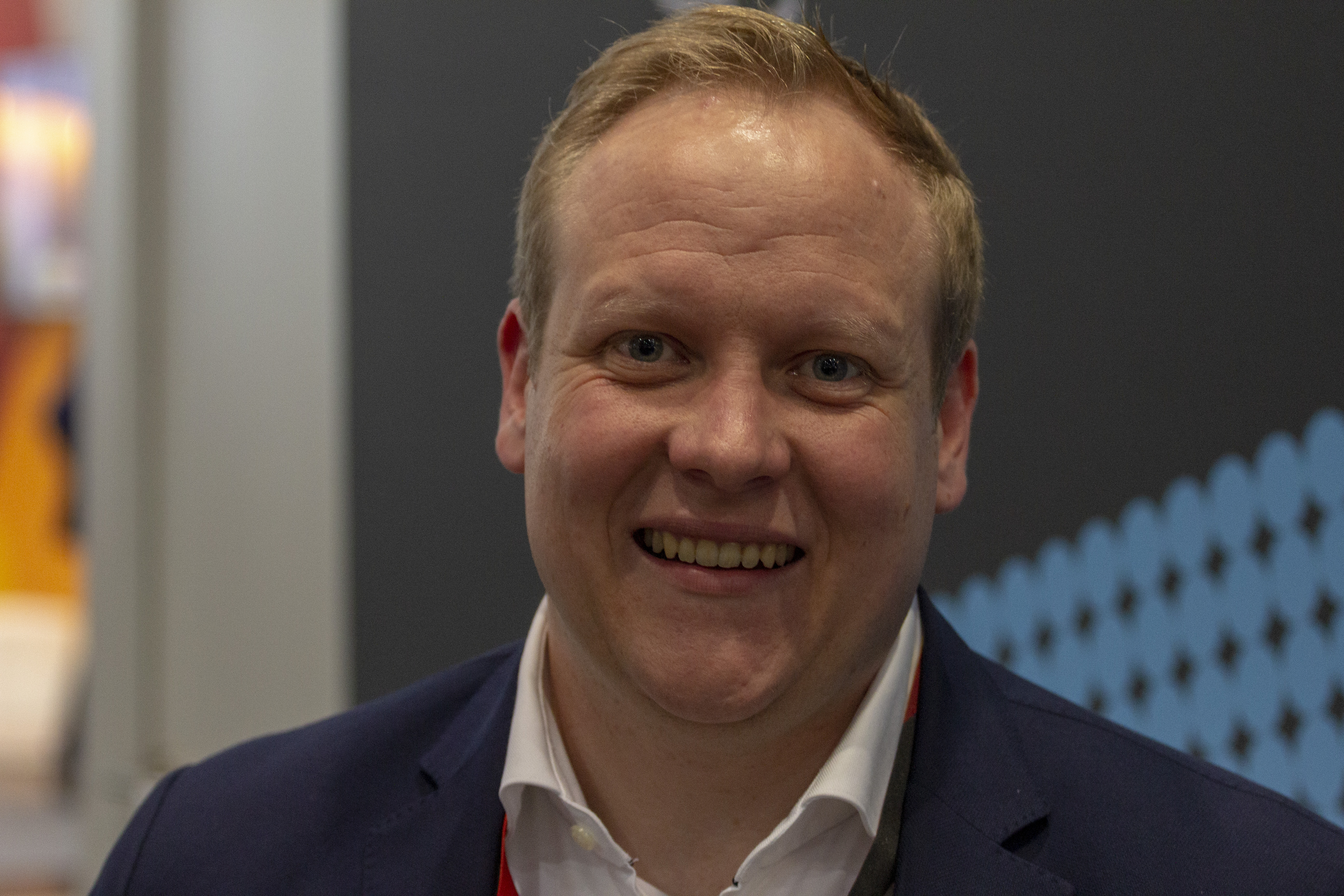
Tilman Kuban (* 1987)

- Kubanczyk, Walter (1952–2020), deutscher Fußballspieler und -trainer
- Kubandt, Melanie (* 1980), deutsche Pädagogin
- Kubanek, Hermine (1917–2001), österreichische Politikerin (SPÖ), Landtagsabgeordneter, Mitglied des Bundesrates
- Kubanek, Ludwig (1877–1929), deutscher Bildhauer und Stuckateur
- Kubáňová, Karolína (* 2001), tschechische Tennisspielerin
- Kubáňová, Zuzana (* 1984), tschechische Squashspielerin
- Kubar, Abd al-Madschid (1909–1988), libyscher Politiker, Premierminister von Libyen (1957–1960)
- Kubara, Bayley (* 1998), australischer Eishockeyspieler
- Kubara, Casey (* 1996), australischer Eishockeyspieler
- Kubara, Tyler (* 1994), australischer Eishockeyspieler
- Kubarawa, Hanna (* 2001), belarussische Tennisspielerin
- Kubary, Johann Stanislaus (1846–1896), polnischstämmiger Ethnograph und Biologe
- Kubas, Bruno (1928–2011), deutscher Bildhauer
- Kubasch, Georg Gustav (1845–1924), sorbischer Pfarrer, Redakteur und Publizist
- Kubasch, Günter (* 1951), deutscher Radrennfahrer
- Kubasch, Heinz (1923–2013), deutscher Museologe und Autor
- Kubaschewski, Hans (1907–1961), deutscher Filmkaufmann
- Kubaschewski, Ilse (1907–2001), deutsche Filmunternehmerin
- Kubašec, Marja (1890–1976), sorbische Schriftstellerin und die erste sorbische Lehrerin
- Kubaseck, Hugo Egon (1881–1956), deutscher Fußballfunktionär
- Kubásek, Josef (* 1985), tschechischer Fußballtorhüter
- Kubasi, János (* 2004), ungarischer Mittelstreckenläufer
- Kubasik, Christopher (* 1963), amerikanischer Schriftsteller
- Kubasik, Klaus (* 1947), deutscher Fußballspieler
- Kubaşık, Mehmet (1966–2006), türkisch-deutscher Einzelhändler kurdischer Abstammung, mutmaßlich achtes Opfer der Tötungsserie der rechtsradikalen Terrorgruppe „Nationalsozialistischer Untergrund“ (NSU)
- Kubasińska, Mira (1944–2005), polnische Bluessängerin
- Kubassow, Sergei Anatoljewitsch (1945–2004), sowjetisch-russischer Bildhauer und Hochschullehrer
- Kubassow, Waleri Nikolajewitsch (1935–2014), sowjetischer KosmonautWaleri Nikolajewitsch Kubassow (1935–2014)

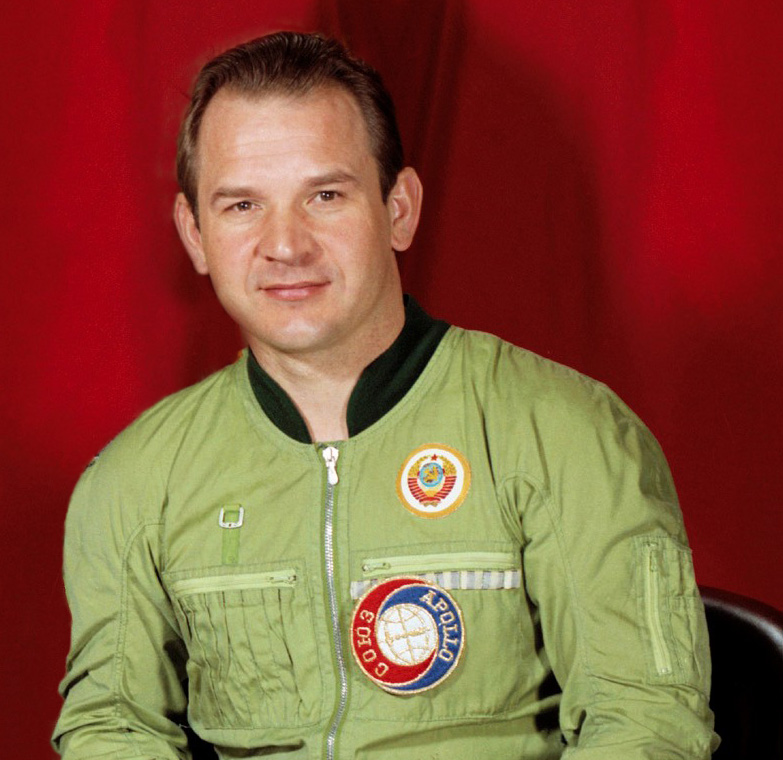
Waleri Nikolajewitsch Kubassow (1935–2014)

- Kubasta, Alexandra (* 1986), deutsche Handballspielerin
- Kubašta, Vojtěch (1914–1992), Tschechischer Architekt und Maler
- Kubasta, Wolfgang (* 1948), österreichischer Schriftsteller und Kolumnist
- Kubat, Andreas (* 1973), deutscher Musiker
- Kubát, Bohumil (1935–2016), tschechoslowakischer Ringer
- Kubat, Çağla (* 1979), türkisches Model, Schauspielerin und Windsurferin
- Kubat, Eduard (1891–1976), deutscher Filmproduzent und Filmregisseur
- Kubat, Enes (* 1994), türkischer Fußballspieler
- Kubat, Michaela (* 1972), deutsche Fußballspielerin
- Kubat, Reinhard (* 1958), deutscher Politiker (SPD) und Landrat
- Kubat, Rico (* 1971), deutscher Boxer
- Kubatov, Gábor (* 1967), ungarischer Politiker (Fidesz)Gábor Kubatov (* 1967)

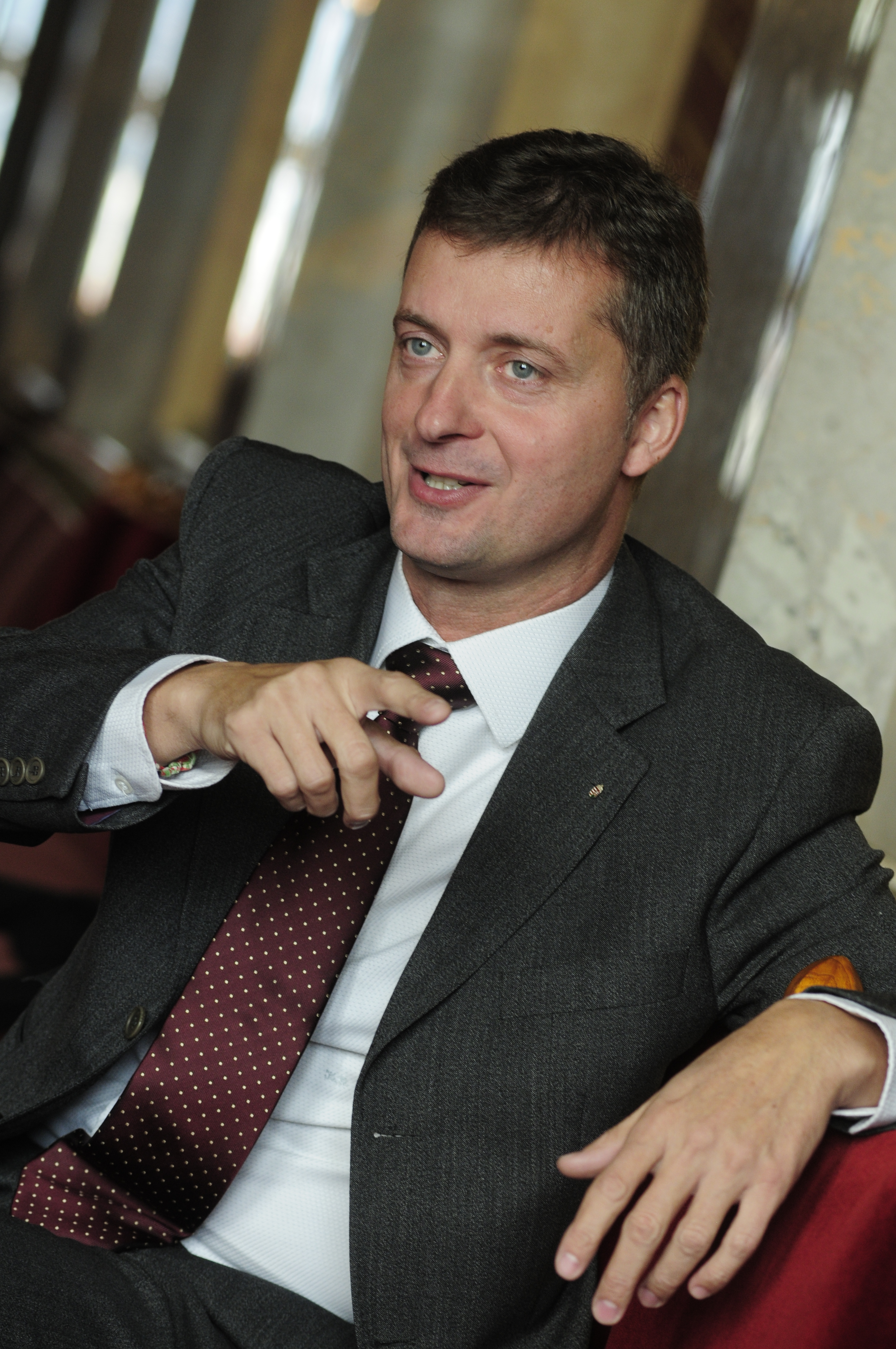
Gábor Kubatov (* 1967)

- Kubatschka, Horst (1941–2022), deutscher Politiker (SPD), MdB
- Kubatta, David (* 2003), deutscher Fußballspieler
- Kubātum, Königun der 3. Dynastie von Ur
- Kubatzki, Rainer (1944–2009), deutscher Historiker
- Kubatzky, Steffen (1966–2013), deutscher Fußballspieler
- Kubazki, Anatoli Lwowitsch (1908–2001), sowjetischer Schauspieler

### Kubb
- Kubba, Bassam Salih (1944–2004), stellvertretender irakischer Außenminister (April bis Juni 2004)
- Kubbe, Kira (* 1998), deutsche Kanutin
- Kubbel, Arwid Iwanowitsch (1889–1938), sowjetischer Schachspieler
- Kubbel, Jewgeni Iwanowitsch (1894–1942), sowjetischer Schachspieler
- Kubbel, Leonid Iwanowitsch (1892–1942), russischer Schachkomponist
- Kubber, Joop de (1928–2002), niederländischer Fußballspieler
- Kubbig, Bernd W. (* 1950), deutscher Politikwissenschaftler und Friedensforscher
- Kubbos, Vivien, australische Kinderbuch- und Grußkarten-Illustratorin

### Kube
- Kube Ventura, Holger (* 1966), deutscher Kunsthistoriker und Kurator
- Kube, Eberhard (1936–2022), deutscher Pantomime
- Kube, Hanno (* 1970), deutscher Rechtswissenschaftler
- Kube, Hermann (1866–1944), deutscher Gartenarchitekt und Stadtgartendirektor
- Kube, Horst (1920–1976), deutscher Schauspieler
- Kube, Jan K. (* 1949), deutscher Militariahändler und -auktionator
- Kube, Karl-Heinz (1949–1966), deutsches Todesopfer der Berliner Mauer
- Kube, Marcel (* 1987), deutscher Koch
- Kube, Michael (* 1968), deutscher Musikwissenschaftler
- Kube, Paul (1899–1963), deutscher Politiker (CDU)
- Kube, Peter (* 1956), deutscher Kabarettist, Schauspieler und Theaterregisseur
- Kube, Werner (1923–1945), deutscher Widerstandskämpfer gegen den Nationalsozialismus
- Kube, Wilhelm (1887–1943), deutscher Politiker (NSDAP), MdR, MdL, Gauleiter, Generalkommissar für WeißrusslandWilhelm Kube (1887–1943)

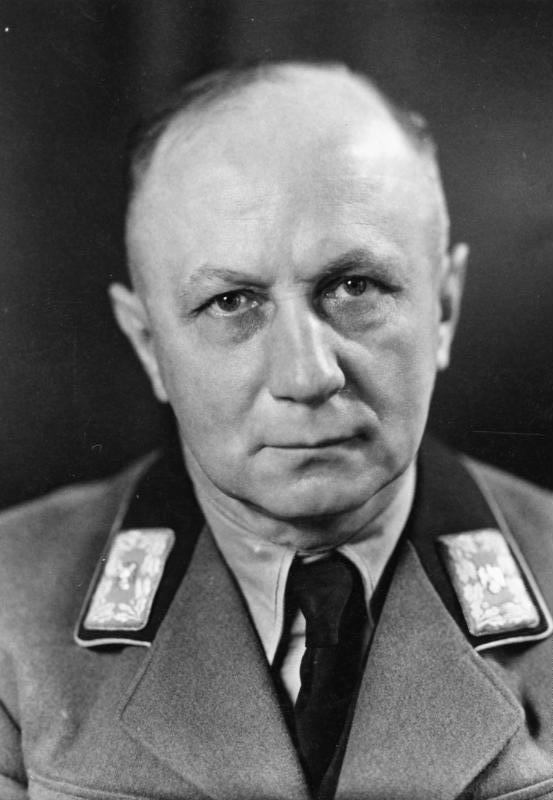
Wilhelm Kube (1887–1943)

- Kube, Wolfgang (1937–2023), deutscher Fußballspieler
- Kube-McDowell, Michael P. (* 1954), US-amerikanischer Schriftsteller
- Kübeck von Kübau, Alois von (1818–1873), österreichischer Diplomat und Botschafter
- Kübeck von Kübau, Max (1835–1913), österreichischer Parlamentarier und Großgrundbesitzer
- Kübeck, Detlef (* 1956), deutscher Leichtathlet
- Kübeck, Guido (1829–1907), österreichischer Politiker
- Kübeck, Karl Friedrich von (1780–1855), österreichischer Staatsmann
- Kubecka, Joseph, österreichischer Fußballtorhüter
- Kubek, Anthony (1920–2003), US-amerikanischer Politikwissenschaftler und Historiker
- Kubek, Werner (1938–2020), deutscher Fußballspieler
- Kubel, Alfred (1909–1999), deutscher Politiker (SPD), MdL, Ministerpräsident der Länder Braunschweig und NiedersachsenAlfred Kubel (1909–1999)

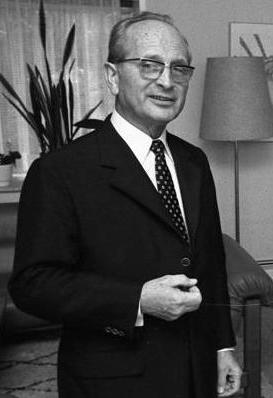
Alfred Kubel (1909–1999)

- Kübel, Franz, Abt des Klosters Waldsassen
- Kübel, Franz Philipp von (1819–1884), deutscher Jurist
- Kübel, Georg Christian Franz (1757–1834), Bürgermeister von Heilbronn
- Kübel, Hans Gerd (1934–1994), deutscher Schauspieler, Kabarettist, Regisseur
- Kübel, Heinrich August (1799–1855), deutscher Jurist und Politiker
- Kübel, Jana (* 1987), deutsche Fernsehmoderatorin
- Kübel, Johann Ludwig (1684–1753), deutscher Rechtsanwalt, Bürgermeister von Heilbronn (1732–1753)
- Kübel, Johannes (1873–1953), deutscher evangelischer Theologe
- Kübel, Karl (1909–2006), deutscher Unternehmer und Stiftungsgründer
- Kübel, Klaus (1941–2008), deutscher Verwaltungsjurist, Kanzler der Friedrich-Schiller-Universität Jena (1990–2007)
- Kübel, Lothar von (1823–1881), Diözesanadministrator des Erzbistums Freiburg
- Kubel, Ludwig (1859–1940), deutscher Schriftsteller
- Kubel, Otto (1868–1951), deutscher Maler
- Kübel, Robert Benjamin (1838–1894), lutherischer Theologe und Hochschullehrer
- Kübel, Theodor (1870–1918), deutscher Oberstleutnant und Eisenbahnoffizier
- Kübel, Tim (* 1993), deutscher Fußballspieler
- Kubel, Wilhelm (1832–1903), deutscher Apotheker
- Kübeler, Wilhelm (1864–1922), deutscher Fotograf
- Kubelík, Anna (* 1980), Schweizer Künstlerin und Gestalterin
- Kubelík, Eduard (* 2002), tschechischer Sprinter
- Kubelík, Jan (1880–1940), tschechischer Violinist und Komponist
- Kubelík, Rafael (1914–1996), Schweizer Dirigent und Komponist
- Kubelka, Alexander (* 1968), österreichischer Intendant, Theater- und Opernregisseur
- Kubelka, Friedl (* 1946), österreichische Fotografin, Filmemacherin und bildende Künstlerin
- Kubelka, Margarete (1923–2000), deutsche Schriftstellerin
- Kubelka, Peter (* 1934), österreichischer Experimentalfilmer und KünstlerPeter Kubelka (* 1934)

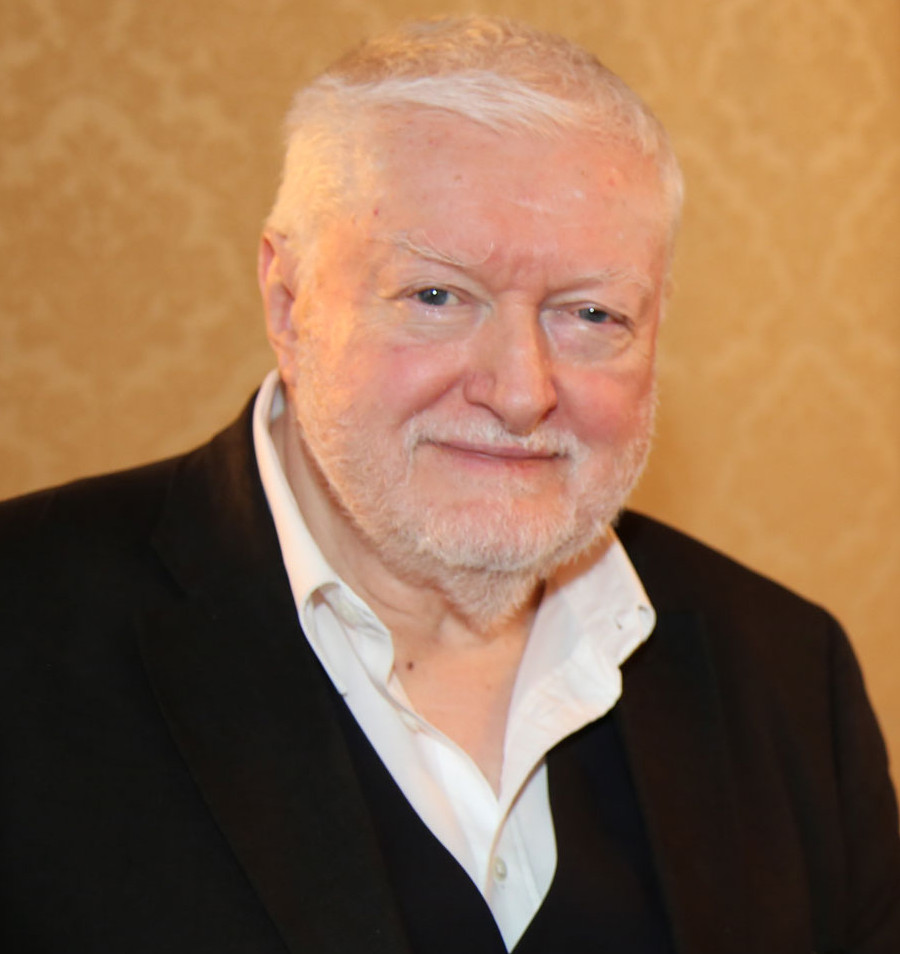
Peter Kubelka (* 1934)

- Kubelka, Susanna (1942–2024), österreichische Schriftstellerin
- Kubelka, Susanne (* 1970), österreichische Schauspielerin
- Kuben, Johannes (1697–1770), katholischer Geistlicher; Mitglied des Jesuitenordens, Maler und Freskant
- Kubendorff, Thomas (* 1956), deutscher Jurist und Politiker (CDU)
- Kubeng, Loris (* 1992), deutscher Schauspieler
- Kubenk, Katherina (* 1970), kanadische Freestyle-Skisportlerin
- Kubera, Thomas (* 1962), deutscher Herausgeber, Fachbuchautor und Polizeipräsident des Polizeipräsidiums Hamm/Nordrhein-Westfalen
- Küberl, Franz (* 1953), österreichischer Präsident der Caritas Österreich und ORF-Publikumsrat
- Kubern, Peter (1945–2014), deutscher Fußballspieler
- Kubert, Adam (* 1959), US-amerikanischer Comiczeichner
- Kubert, Andy (* 1962), US-amerikanischer Comiczeichner
- Kubert, Daniel (1947–2010), US-amerikanischer Mathematiker
- Kübert, Fritz (1939–1997), deutscher Fußballspieler
- Kubert, Joe (1926–2012), US-amerikanischer Comiczeichner
- Kübert, Martin (* 1956), deutscher Jazzpianist und Akkordeonist
- Kubertavičius, Kęstutis (* 1956), litauischer Politiker, Mitglied des Seimas
- Kubeš, Daniel (* 1978), tschechischer Handballspieler und -trainer
- Kubeš, Ladislav (1924–1998), tschechischer Komponist und Musiker
- Kubes-Hofmann, Ursula (* 1953), österreichische Feministin und Erwachsenenbildnerin
- Kubesch, Erwin (* 1950), österreichischer Diplomat
- Kubesch, Karl-Heinz (* 1959), österreichischer Fußballtrainer
- Kubescha, Mirjam (* 1971), deutsche Filmregisseurin
- Kubešová, Ivana (* 1962), tschechische Mittel- und Langstreckenläuferin
- Kubetschek, Gerhard (1909–1976), deutscher Unternehmer und Gründer des Tonmöbel-Herstellers Kuba-Imperial
- Kubetzko, Josef (1875–1938), deutscher Politiker (Zentrum), MdR

### Kubh
- Kubheka, Phindile (* 2000), südafrikanische Sprinterin
- Kubheka, Themba Muziwakhe Nicholas (1948–2021), südafrikanischer Botschafter

### Kubi
- Kubiaczyk-Adler, Ilona (* 1978), polnische Organistin und Musikpädagogin
- Kubiak, Anastazja (* 1966), polnische Fußballspielerin
- Kubiak, Daniel (* 1982), deutscher Soziologe
- Kubiak, Frank (* 1975), deutscher Schauspieler, DJ und Diplom-Psychologe
- Kubiak, Gary (* 1961), US-amerikanischer American-Football-Trainer und -Spieler
- Kubiak, Hans-Jürgen (* 1952), deutscher Filmbuchautor
- Kubiak, Marie (* 1981), französische Fußballspielerin
- Kubiak, Michał (* 1988), polnischer Volleyballspieler
- Kubiak, Norbert Maria (1892–1942), deutscher römisch-katholischer Ordensbruder, Dominikaner und Märtyrer
- Kubiak, Roland (* 1956), deutscher Agrarökologe
- Kubiak, Ryszard (1950–2022), polnischer Ruderer
- Kubiak, Zygmunt (1929–2004), polnischer Literaturhistoriker, Literaturkritiker, Essayist und Übersetzer
- Kubias, Luděk (* 1952), tschechoslowakischer Radrennfahrer
- Kubica, Andrzej (* 1972), polnischer Fußballspieler
- Kubica, Herbert (1906–1972), deutscher Bildhauer
- Kubica, Robert (* 1984), polnischer AutomobilrennfahrerRobert Kubica (* 1984)

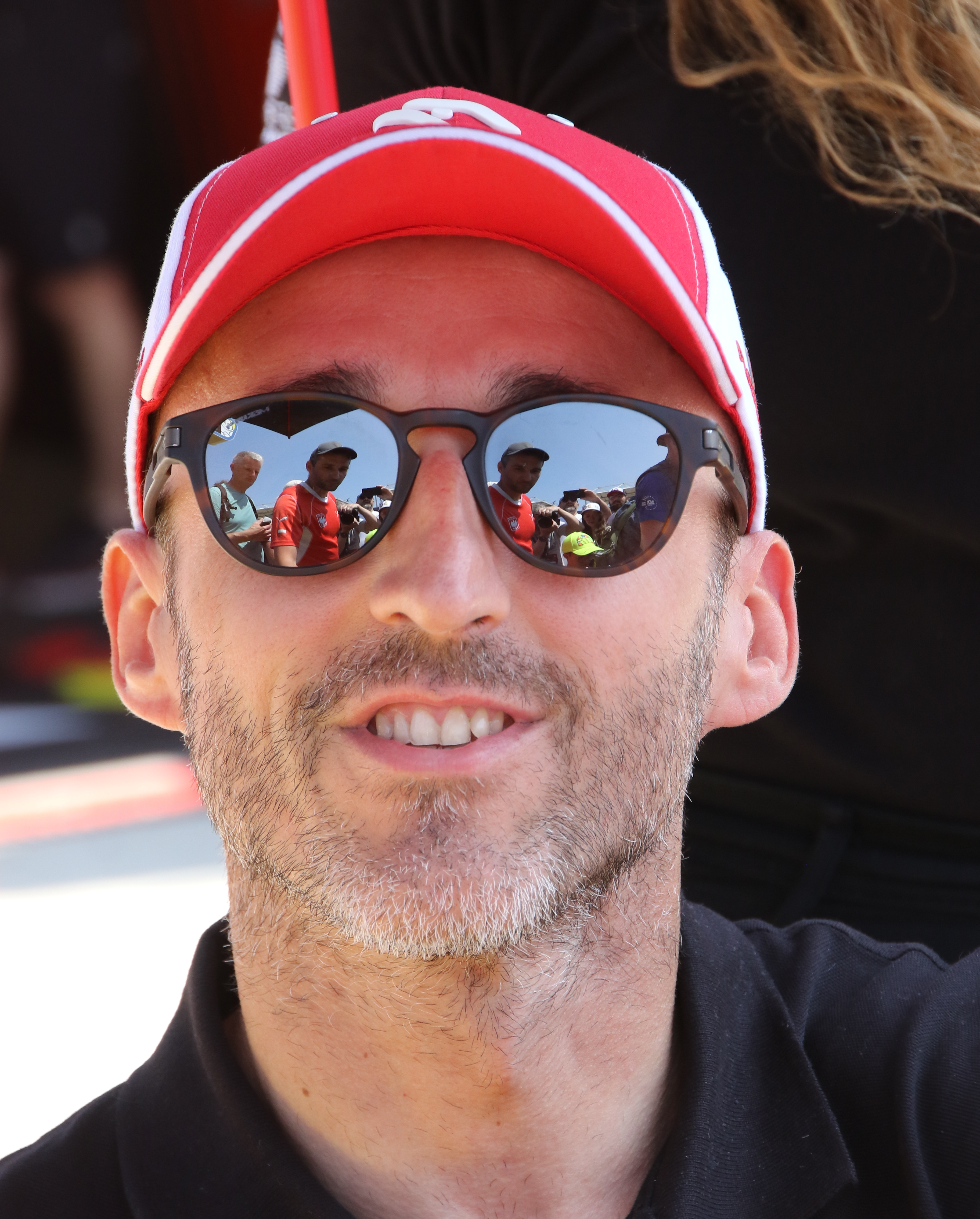
Robert Kubica (* 1984)

- Kubicek, Annelies (* 1935), deutsche Ärztin und Politikerin (PDS), MdL
- Kubicek, Herbert (* 1946), deutscher Informatiker mit dem Schwerpunkt Informationsmanagement und Telekommunikation
- Kubíček, Hynek (* 1947), tschechoslowakischer Radrennfahrer
- Kubicek, Juro (1906–1970), deutscher Kunstmaler
- Kubiciel, Michael (* 1973), deutscher Rechtswissenschaftler
- Kubičíková, Martina (* 1991), tschechische Tennisspielerin
- Kubick, Albrecht (* 1905), deutscher SA-Führer
- Kubicka, Margarete (1891–1984), deutsche Künstlerin
- Kubicka, Terry (* 1956), US-amerikanischer Eiskunstläufer
- Kubička, Václav (1939–2005), tschechischer Turner und Bundestrainer der deutschen Turner
- Kubička, Víťazoslav (* 1953), slowakischer Komponist
- Kubicka, Vitus (1915–1971), österreichischer Fußballspieler
- Kubicki, Dariusz (* 1963), polnischer Fußballspieler
- Kubicki, Jakub (1758–1833), polnischer Architekt
- Kubicki, Jeremi (1911–1938), polnischer Maler
- Kubicki, Jörn (1965–2020), deutscher Neurologe
- Kubicki, Karl (1824–1902), Kaufmann und Politiker, MdR
- Kubicki, Leszek (* 1930), polnischer Jurist, Professor der Rechtswissenschaften, Richter, Chefredakteur, Justizminister, Generalstaatsanwalt
- Kubicki, Marian (1908–1972), polnischer Poet, Journalist und Politiker
- Kubicki, Paweł (1871–1944), polnischer Priester und Weihbischof in Sandomierz
- Kubicki, Peter (* 1938), deutscher Leichtathlet
- Kubicki, Rafał (* 1974), polnischer Historiker und Hochschullehrer
- Kubicki, Stanislaw (1889–1942), deutsch-polnischer Schriftsteller, Philosoph, Übersetzer und expressionistischer Maler
- Kubicki, Stanislaw Karol (1926–2019), deutscher Universitätsmitbegründer, Neurophysiologe und Kunstwissenschaftler
- Kubicki, Wolfgang (* 1952), deutscher Politiker (FDP), MdL, MdBWolfgang Kubicki (* 1952)

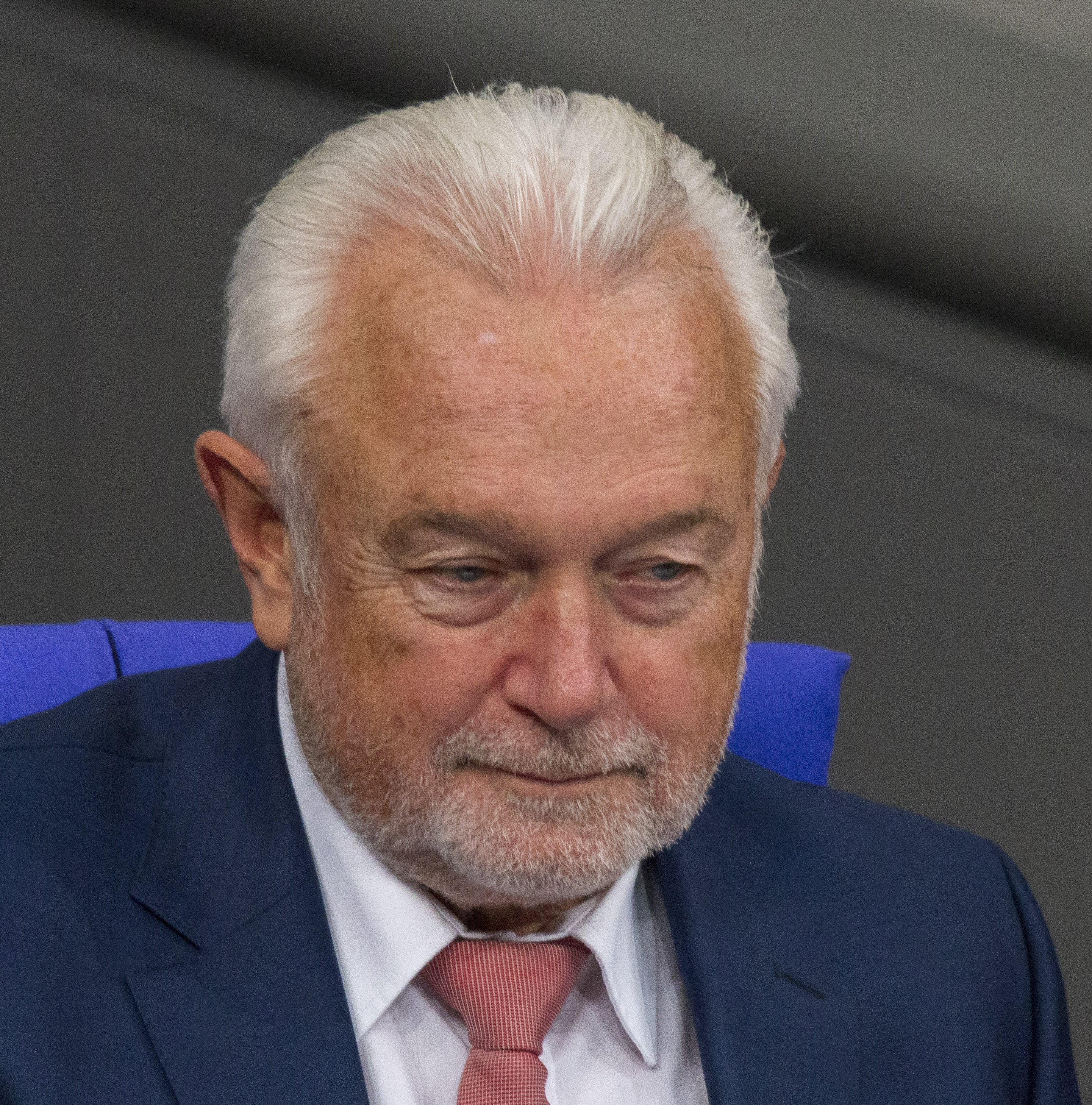
Wolfgang Kubicki (* 1952)

- Kubíčková, Eva (* 2003), tschechische Leichtathletin
- Kubíčková, Michaela (* 1994), tschechische Beachvolleyballspielerin
- Kubiczeck, Walter (1931–2009), deutscher Komponist, Arrangeur und Dirigent
- Kubiczek, André (* 1969), deutscher SchriftstellerAndré Kubiczek (* 1969)

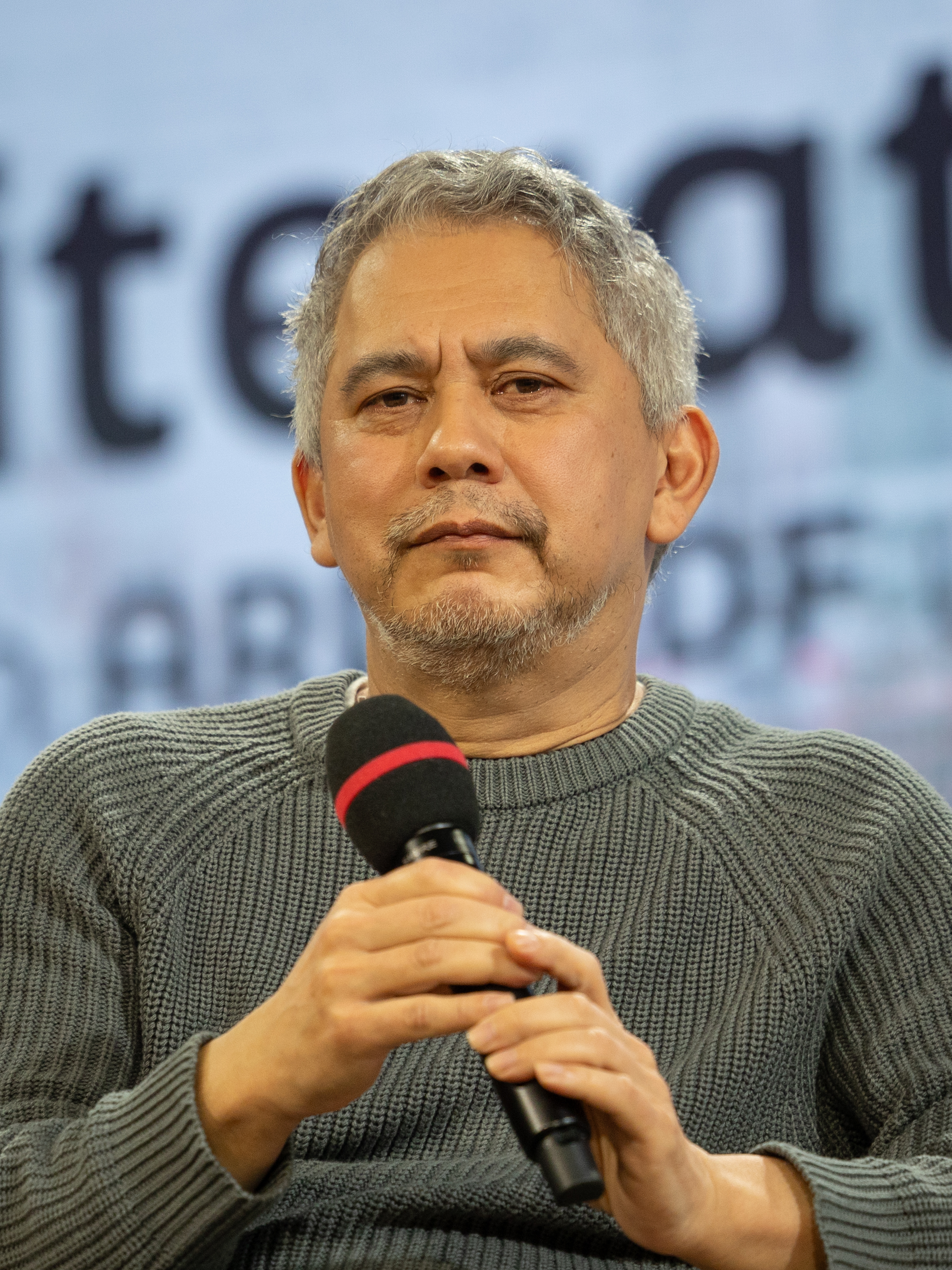
André Kubiczek (* 1969)

- Kubiena, Gertrude (* 1938), österreichische Ärztin und Politikerin (ÖVP)
- Kubiëna, Walter (1897–1970), österreichischer Bodenkundler, Begründer der mikromorphologischen Bodenforschung
- Kubierschky, Erich (1854–1944), deutscher Maler
- Kubiessa, Jörg, deutscher Polizeibeamter, Sächsischer Landespolizeipräsident
- Kubig, Wilhelm (* 1873), Politiker
- Kubigsteltig, Leonie (* 1981), deutsche Theaterregisseurin, Tänzerin und Choreografin
- Kubijowytsch, Wolodymyr (1900–1985), ukrainischer Historiker, Ethnograph, Geograph und Lexikograph
- Kubik, Andreas (* 1973), deutscher Theologe
- Kubik, Gail (1914–1984), US-amerikanischer Komponist, Geiger und Musikpädagoge
- Kubik, Gerhard (* 1934), österreichischer Musikethnologe und Afrikaforscher
- Kubik, Gerhard (* 1955), österreichischer Politiker (SPÖ), Landtagsabgeordneter
- Kubik, Horst (1929–2020), deutscher Eishockeyspieler und -trainer
- Kubik, Kalle (* 1948), deutscher Regisseur und Autor
- Kubik, Karl, österreichischer Fußballspieler
- Kubík, Luboš (* 1964), tschechischer Fußballspieler und -trainer
- Kubik, Manfred (* 1967), deutscher Fußballtorhüter
- Kubík, Pavel (* 1983), tschechischer Skeletonpilot
- Kubik, Reinhold (1942–2024), österreichischer Musikwissenschaftler, Pianist und Dirigent
- Kubíková, Ivana (* 1992), slowakische Badmintonspielerin
- Kubíková, Patricie (* 2004), tschechische Tennisspielerin
- Kubilay, Mustafa Fehmi (1906–1930), türkischer Lehrer und Nationalheld
- Kubilienė, Asta (* 1964), litauische Nefrologin und Politikerin
- Kubiliūnas, Petras (1894–1946), litauischer General und Kollaborateur
- Kubiliūnas, Saulius (1947–2012), litauischer Politiker (TS-LKD)
- Kubilius, Andrius (* 1956), litauischer Politiker und MinisterpräsidentAndrius Kubilius (* 1956)

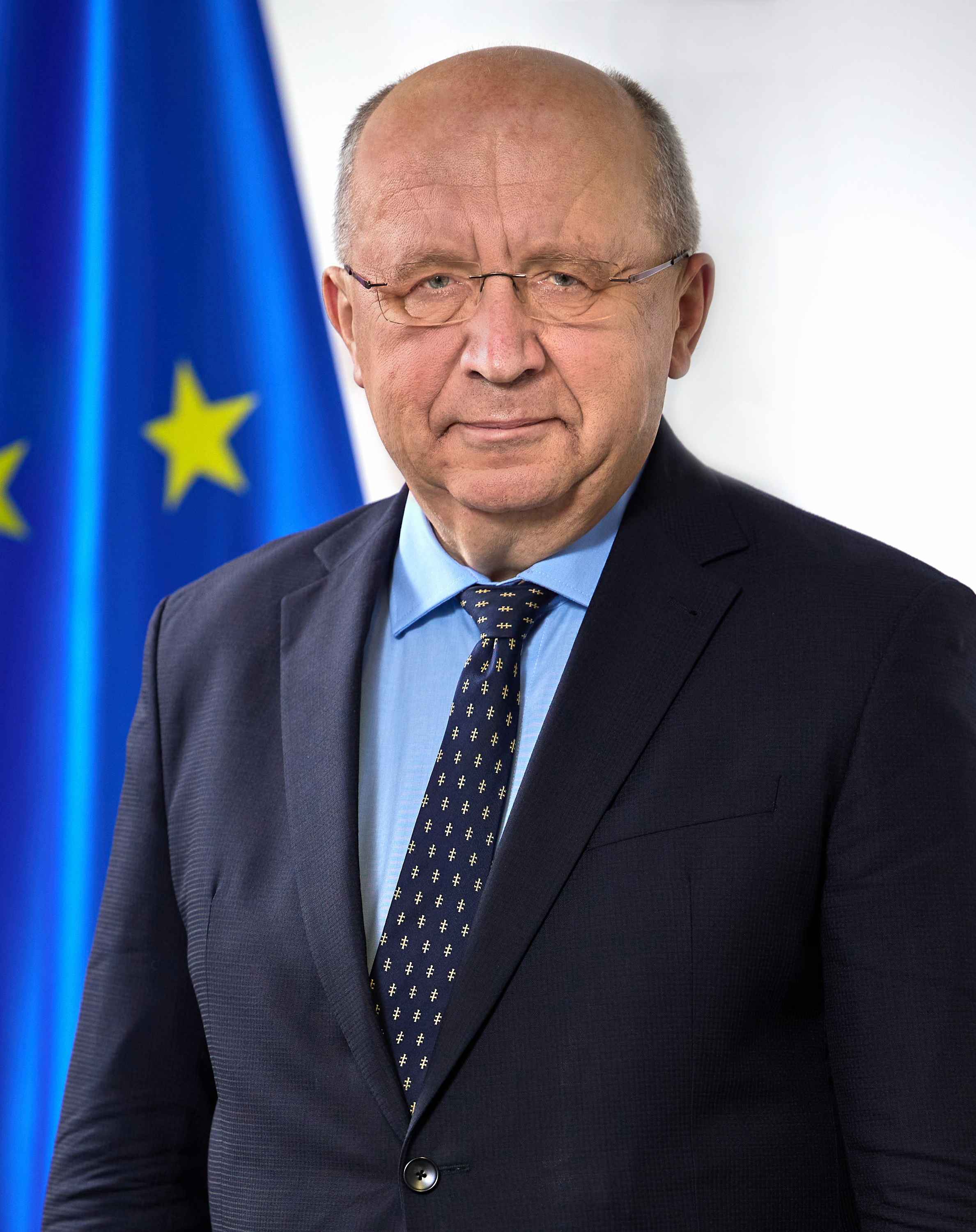
Andrius Kubilius (* 1956)

- Kubilius, Jonas (1921–2011), litauischer Mathematiker
- Kubilius, Valerijonas (* 1939), litauischer Politiker
- Kubin, Alfred (1877–1959), österreichisch-böhmischer Grafiker, Schriftsteller und BuchillustratorAlfred Kubin (1877–1959)

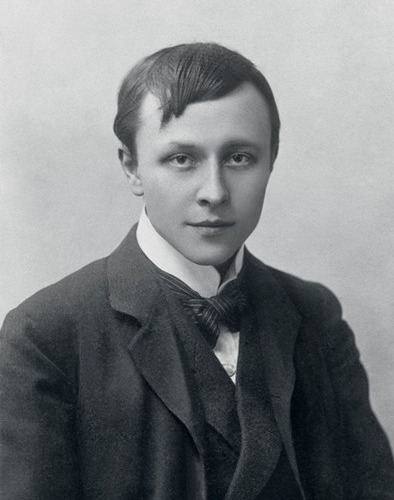
Alfred Kubin (1877–1959)

- Kubin, Anna (* 1976), deutsche Schauspielerin
- Kubin, Caroline (1860–1945), österreichische Malerin
- Kubin, Felix (* 1969), deutscher Musiker, Komponist und Hörspielautor
- Kubin, Jochen (1935–1997), deutscher Bauingenieur und Hochschullehrer für Baubetriebslehre
- Kubín, Josef Štefan (1864–1965), tschechischer Ethnograph und Schriftsteller
- Kubin, Maria (* 1966), österreichische altkatholische Bischöfin
- Kubin, Natalia (* 1993), deutsche Judoka
- Kubín, Otakar (1883–1969), tschechisch-französischer Maler, Grafiker und Bildhauer
- Kubin, Wolfgang (* 1945), deutscher Sinologe und Professor der Sinologie an der Universität Bonn
- Kubina, Pavel (* 1977), tschechischer Eishockeyspieler
- Kubina, Teodor (1880–1951), polnischer Bischof von Częstochowa, Polen
- Kubinger, Klaus (* 1949), österreichischer Psychologe und Statistiker
- Kubinger, Ulrich Josef (* 1957), österreichischer Unternehmer und Chemiker
- Kubink, Michael (* 1964), deutscher Rechtswissenschaftler und Justizvollzugsbeauftragter
- Kubińska, Kornelia (* 1985), polnische Skilangläuferin
- Kubinski, Achim (1951–2013), deutscher Künstler, Komponist und Galerist
- Kubinsky, Karl (1837–1889), deutsch-tschechischer Landschaftsmaler der Düsseldorfer und Münchner Schule
- Kubinszky, Mihály (1927–2016), ungarischer Architekt und Autor
- Kubínyi, Attila (* 1934), ungarisch-deutscher Geiger
- Kubinyi, Eva (* 1969), deutsche Designerin
- Kubinyi, Hugo (* 1940), österreichischer Chemiker
- Kubinzky, Karl Albrecht (* 1940), österreichischer Geograph und Historiker
- Kubis, Christine (* 1961), deutsche Fernseh-Journalistin und Moderatorin
- Kubis, Hans (1924–1991), deutscher Generalleutnant
- Kubis, Heinrich (1888–1979), deutscher Kellner, erster Flugbegleiter, Überlebender des Hindenburg-Unglücks
- Kubis, Herbert (1930–2011), deutscher Sozialwirt und Hochschullehrer
- Kubiš, Jan (1913–1942), tschechoslowakischer WiderstandskämpferJan Kubiš (1913–1942)

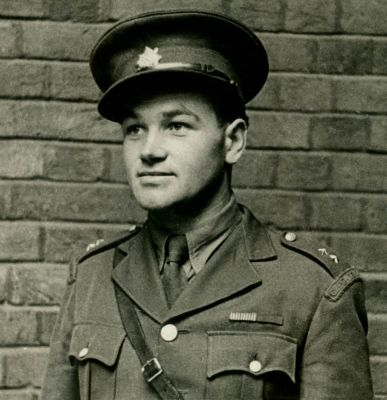
Jan Kubiš (1913–1942)

- Kubiš, Ján (* 1952), slowakischer Diplomat und OSZE-Generalsekretär
- Kubiš, Lukáš (* 2000), slowakischer Radrennfahrer
- Kubis, Sebastian (* 1966), deutscher Rechtswissenschaftler und Hochschullehrer
- Kubis, Sven (* 1975), deutscher Fußballspieler
- Kubisa, Johnson (* 1972), botswanischer Sprinter
- Kubisch, Christina (* 1948), deutsche Installationskünstlerin im Bereich Klangkunst
- Kubisch, Georg (1907–1940), deutscher SS-Angehöriger
- Kubisch, Günter (1939–2005), deutscher Fußballspieler
- Kubisch, Jack B. (1921–2007), US-amerikanischer Diplomat, Assistant Secretary of State sowie Botschafter in Griechenland
- Kubisch, Thomas, deutscher Autor und Schauspieler
- Kubisch, Ulrich (* 1951), deutscher Technikhistoriker, Leiter der Abteilung „Straßenverkehr“ im Deutschen Technikmuseum Berlin
- Kubišová, Marta (* 1942), tschechische SängerinMarta Kubišová (* 1942)

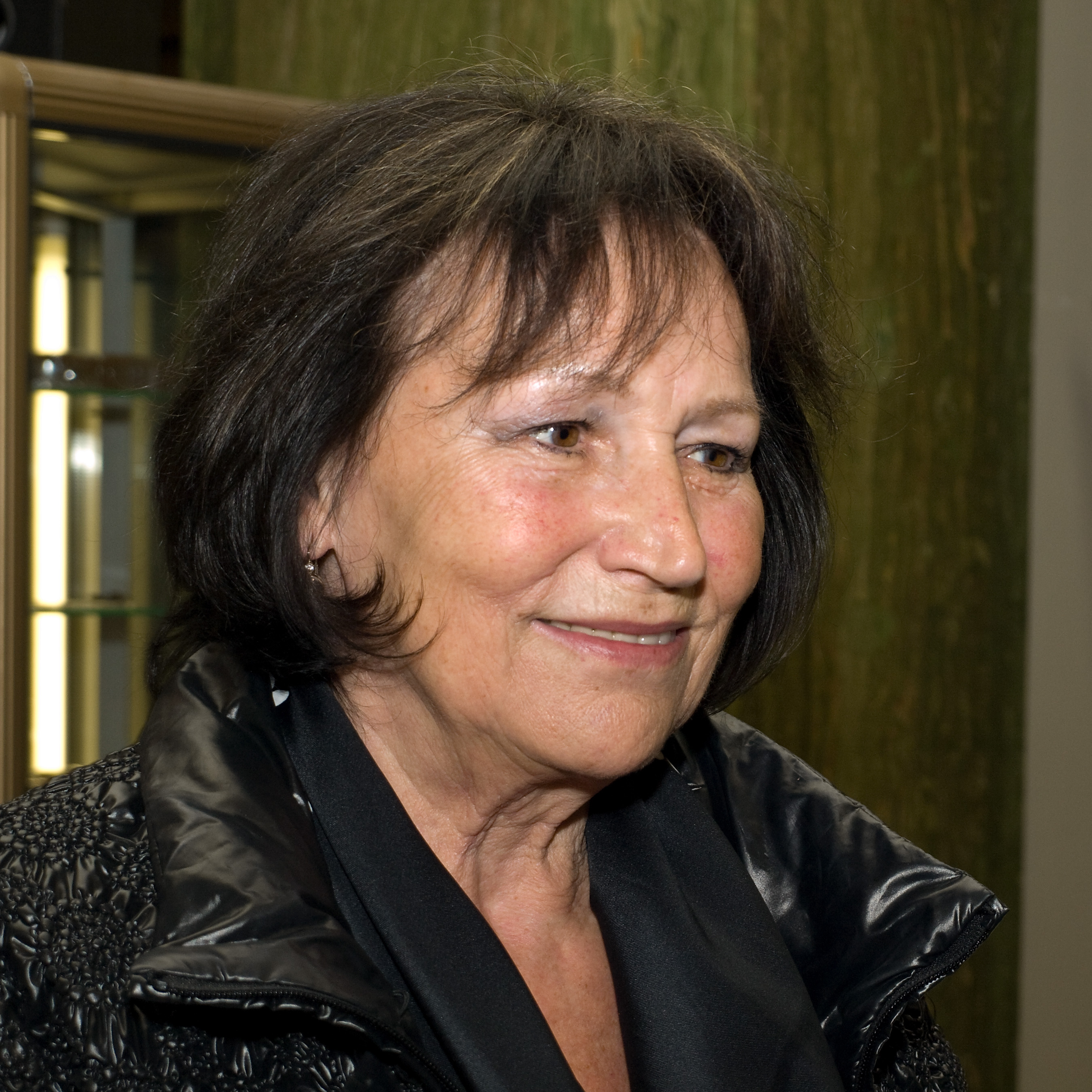
Marta Kubišová (* 1942)

- Kubissa, Stefanie (* 1985), deutsche Säbelfechterin
- Kubišta, Bohumil (1884–1918), tschechischer Maler
- Kubista, Jan (* 1960), tschechischer Mittelstreckenläufer
- Kubista, Jan (* 1990), tschechischer Mittelstreckenläufer
- Kubisztal, Michał (* 1980), polnischer Handballspieler
- Kubisztal, Mirosław (* 1962), polnischer Fußballspieler
- Kubitscheck, Hans Dieter (* 1934), deutscher Ethnologe
- Kubitschek, Götz (* 1970), deutscher Verleger, Publizist und AktivistGötz Kubitschek (* 1970)

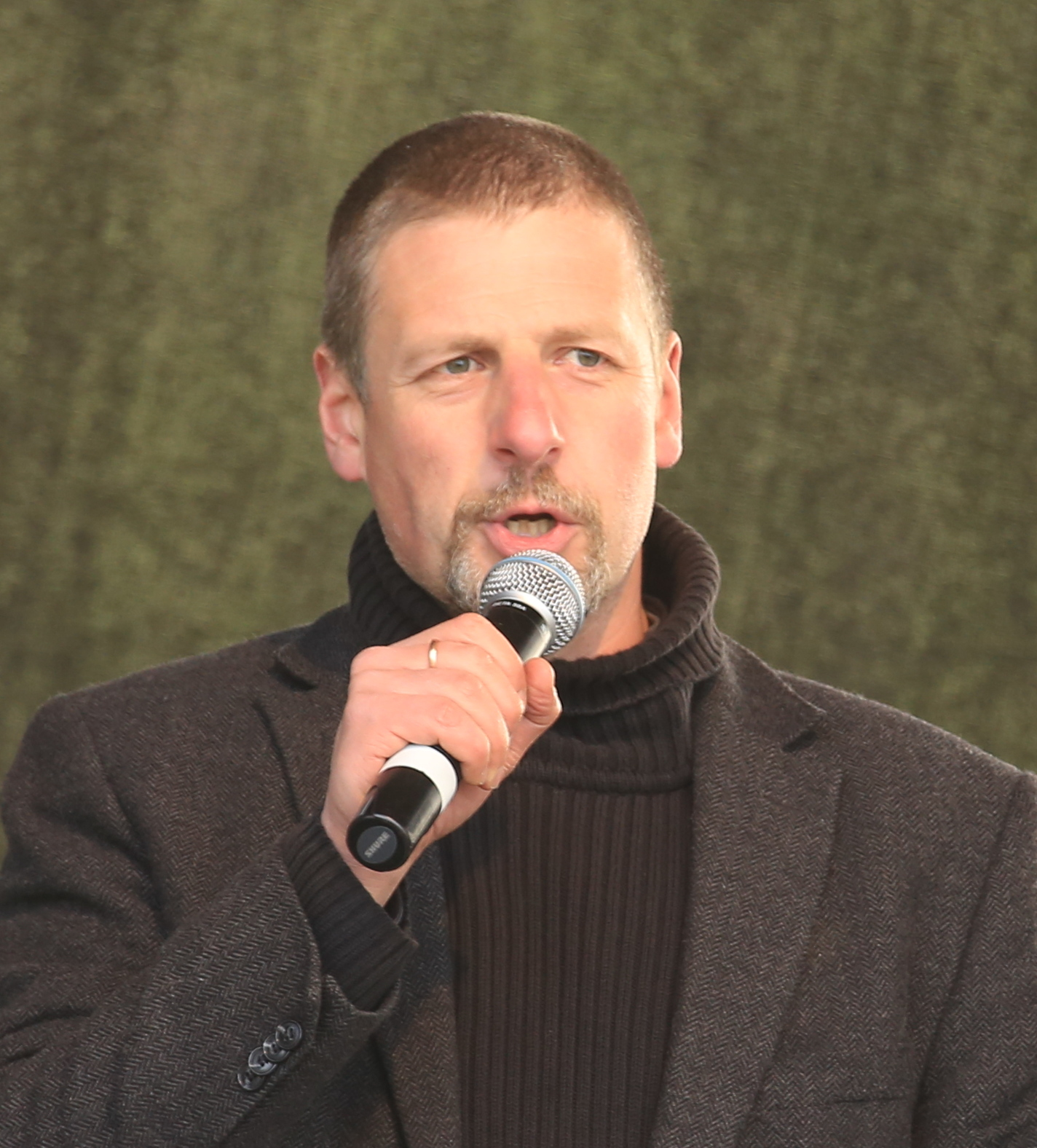
Götz Kubitschek (* 1970)

- Kubitschek, Juscelino (1902–1976), brasilianischer Politiker, Staatspräsident von Brasilien (1956–1961)
- Kubitschek, Maria (* 1962), österreichische Politikerin (SPÖ), Abgeordnete zum Nationalrat
- Kubitschek, Rudolf (1895–1945), Volkskundler und Schriftsteller
- Kubitschek, Ruth Maria (1931–2024), deutsch-schweizerische Schauspielerin und Autorin
- Kubitschek, Sarah (1909–1996), brasilianische First Lady, Ehefrau von Juscelino Kubitschek
- Kubitschek, Wilhelm (1858–1936), österreichischer Althistoriker, klassischer Archäologe und Numismatiker
- Kubitz, Judith (* 1968), deutsche Dirigentin
- Kubitza, Bartholomäus (1877–1943), deutscher römisch-katholischer Ordensmann, Missionar und Märtyrer
- Kubitza, Heinz-Werner (* 1961), deutscher Theologe, Autor sowie Verleger und Inhaber des Tectum Verlages
- Kubitza, Werner (1919–1995), deutscher Pädagoge und Politiker (FDP), MdL, MdB
- Kubitzki, Jörg (* 1955), deutscher Politiker (Die Linke), MdL
- Kubitzki, Klaus (1933–2022), deutscher Botaniker
- Kubitzki, Steffen (* 1964), deutscher Politiker (AfD), MdL
- Kubitzki, Werner (1915–1994), deutscher Hockeyspieler
- Kubitzki, Wolfgang (* 1960), deutscher Handballspieler
- Kubitzky, Walter (1891–1945), Polizeibeamter und SS-Führer
- Kubiw, Stepan (* 1962), ukrainischer Ökonom und Politiker
- Kubizek, August (1888–1956), österreichischer Musiker und Freund Adolf Hitlers während seiner Linzer und Wiener Zeit (1904–1908)
- Kubizek, Augustin (1918–2009), österreichischer Komponist
- Kubizek, Karl Maria (1925–1995), österreichischer Musikpädagoge und Komponist
- Kubizek, Leonhard (* 1963), österreichischer Musiker, Autor und Coach
- Kubizek, Wolfgang R. (1959–2008), österreichischer Komponist

### Kubj
- Kubjak, Nikolai Afanassjewitsch (1881–1937), sowjetischer Politiker, ZK-Sekretär und Volkskommissar für Landwirtschaft

### Kubk
- Kubka, František (1894–1969), tschechischer Journalist, Schriftsteller, Dichter und Übersetzer und Diplomat
- Kubka, Martyna (* 2001), polnische Tennisspielerin

### Kubl
- Kublai Khan (1215–1294), mongolischer Khagan
- Kublanowskaja, Wera Nikolajewna (1920–2012), russische Mathematikerin
- Küblböck, Daniel (1985–2018), deutscher SängerDaniel Küblböck (1985–2018)

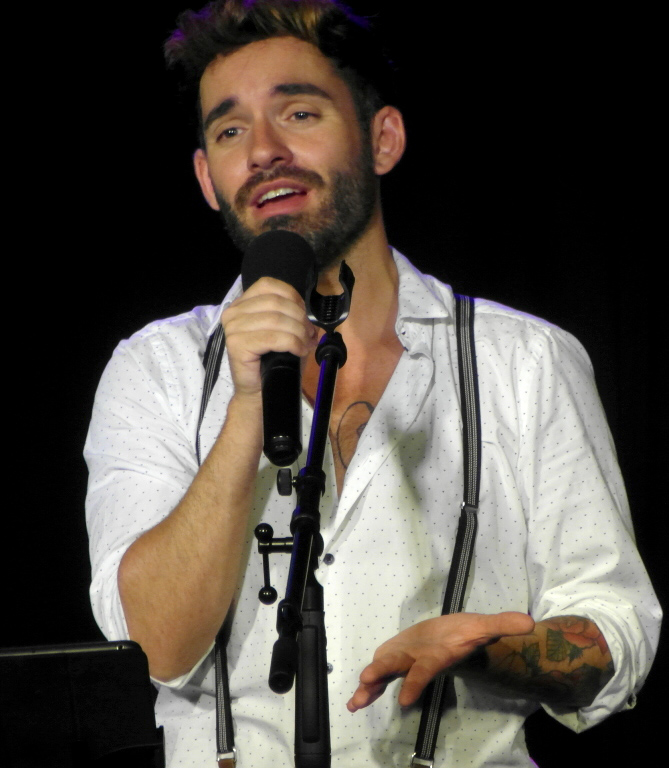
Daniel Küblböck (1985–2018)

- Küblböck, Dietmar (* 1963), österreichischer Posaunist und Hochschullehrer
- Küblböck, Horst (* 1939), österreichischer Posaunist und Universitätsprofessor
- Küble, Monika (* 1960), deutsche Autorin und Übersetzerin
- Küble, Philipp (1891–1946), deutscher katholischer Theologe
- Kübler, Arnold (1890–1983), Schweizer Schriftsteller, Zeichner und Journalist
- Kübler, Bernhard (1859–1940), deutscher Rechtshistoriker
- Kübler, Bruno M. (1945–2023), deutscher Rechtsanwalt
- Kubler, Cornelius C. (* 1951), US-amerikanischer Linguist und Hochschullehrer für Asian Studies
- Kübler, Dietrich (* 1950), deutscher Landrat
- Kübler, Dorothea (* 1966), deutsche Ökonomin
- Kübler, Elisabeth (* 1931), Schweizer Bühnenschauspielerin und Galeristin
- Kübler, Emil (1909–1981), deutscher Kirchenmusiker und Komponist
- Kübler, Ernst (1857–1931), deutscher Verwaltungsjurist und Ministerialbeamter
- Kübler, Ferdy (1919–2016), Schweizer RadrennfahrerFerdy Kübler (1919–2016)

Ferdy Kübler (1919–2016)

- Kubler, Françoise (* 1958), französische Sopran-Sängerin (Neue Musik, Improvisationsmusik)
- Kübler, Friedrich (1922–1990), deutscher Politiker (NPD)
- Kübler, Friedrich (1932–2013), deutscher Jurist und Professor an der Universität Frankfurt
- Kubler, George (1912–1996), US-amerikanischer Kunsthistoriker
- Kübler, Gunhild (1944–2021), deutsche Literaturwissenschaftlerin, Literaturkritikerin, Übersetzerin und Journalistin
- Kübler, Hartmut, deutscher Jurist und emeritierter Professor der Hochschule Kehl
- Kübler, Heinrich (1905–1965), deutscher Maler und Grafiker
- Kübler, Jakob (1827–1899), Schweizer Pfarrer und Schriftsteller
- Kübler, Jannis (* 1999), deutscher Fußballspieler
- Kubler, Jason (* 1993), australischer Tennisspieler
- Kübler, Jochen K. (* 1953), deutscher Politiker (CDU), MdL
- Kübler, Josef (1896–1947), deutscher Offizier, General der Deutschen WehrmachtJosef Kübler (1896–1947)

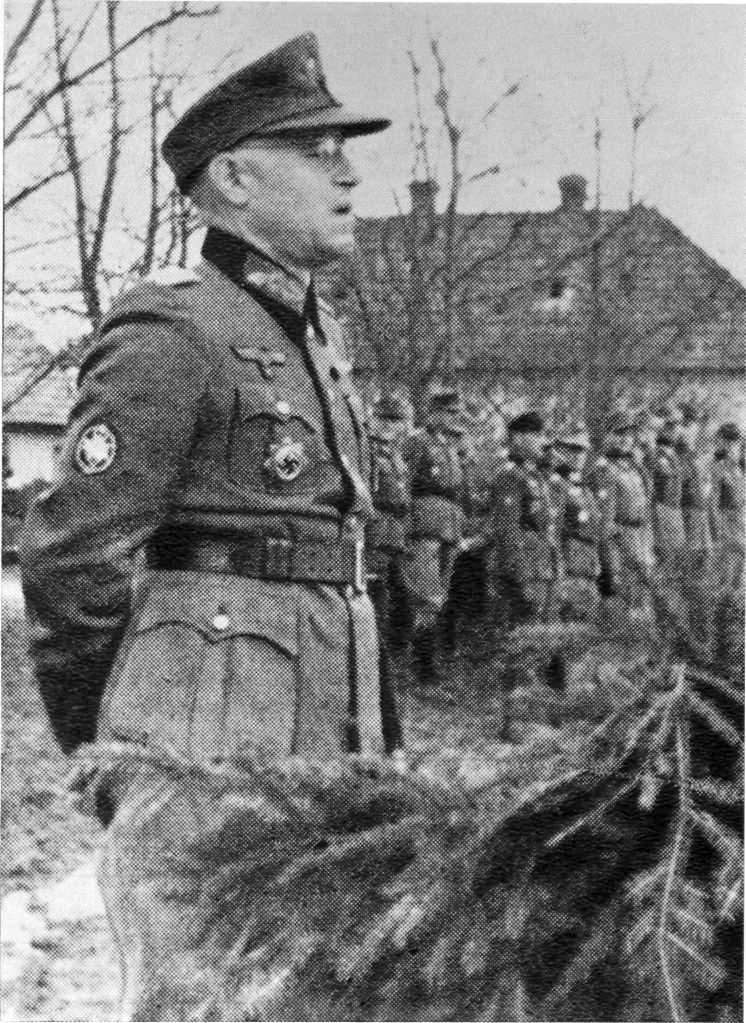
Josef Kübler (1896–1947)

- Kübler, Joseph (1848–1935), Landtagsabgeordneter
- Kübler, Karl (1831–1907), deutscher Politiker
- Kübler, Karl (1880–1955), deutscher Postbeamter und Politiker (DDP, FDP), Vizepräsident des Landtages Württemberg-Hohenzollern
- Kübler, Karl (1897–1990), deutscher Klassischer Archäologe
- Kübler, Klaus (1936–2007), deutscher Politiker (SPD), MdB
- Kübler, Klaus (* 1959), deutscher Dreispringer
- Kübler, Konrad (1884–1974), deutscher Politiker
- Kübler, Ludwig (1889–1947), deutscher General der Gebirgstruppe im Zweiten WeltkriegLudwig Kübler (1889–1947)

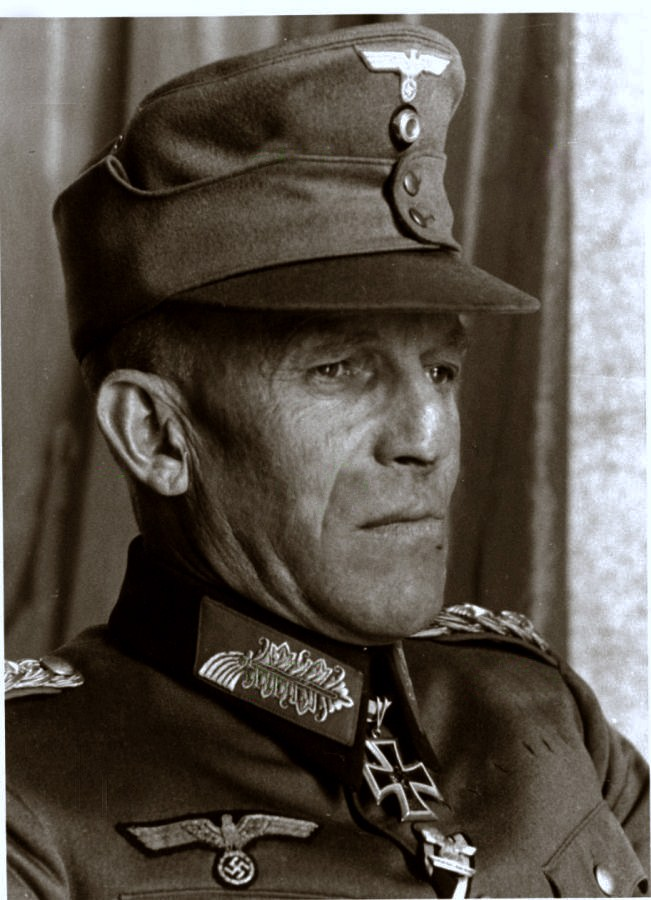
Ludwig Kübler (1889–1947)

- Kübler, Lukas (* 1992), deutscher Fußballspieler
- Kübler, Maria Susanne (1814–1873), Schweizer Volksschriftstellerin
- Kübler, Martin (* 1947), deutscher Fußballspieler
- Kübler, Maya (1914–1995), Schweizer Balletttänzerin, Kabarettistin und Pädagogin
- Kübler, Olaf (1937–2024), deutscher Jazzsaxophonist
- Kübler, Olaf (* 1944), deutscher Physiker
- Kübler, Otto († 1672), Abt des Klosters St. Blasien (1664 bis 1672)
- Kübler, Otto (1827–1912), deutscher Pädagoge und klassischer Philologe
- Kübler, Otto (1877–1951), Schweizer Buchdrucker, Redaktor und Verleger
- Kübler, Otto (1907–1992), deutscher Maler
- Kübler, Paul (1922–1969), deutscher Pädagoge und Politiker (SPD), MdB
- Kübler, Pia Lilian (* 2002), deutsche Skispringerin
- Kübler, Roland (* 1953), deutscher Autor
- Kübler, Stefanie (* 1979), deutsche Fußballspielerin
- Kübler, Theodor (1832–1905), deutscher Theologe, Missionar, Kirchenlieddichter und -übersetzer
- Kübler, Ulrich (1841–1916), Schweizer Buchdrucker
- Kübler, Ursula (1928–2010), Schweizer Balletttänzerin, Schauspielerin und Choreographin
- Kübler, Volkmar W. (1941–2009), deutscher Manager
- Kübler, Wilhelm (1873–1919), deutscher Elektroingenieur und Hochschullehrer
- Kübler, Winfried (* 1939), deutscher Politiker
- Kübler, Wolfgang (1934–2019), deutscher Kardiologe
- Kübler, Wolfgang (* 1967), deutscher Physiologe
- Kübler-Ross, Elisabeth (1926–2004), schweizerisch-US-amerikanische Medizinerin
- Kubli, Johann Melchior (1750–1835), Schweizer PolitikerJohann Melchior Kubli (1750–1835)

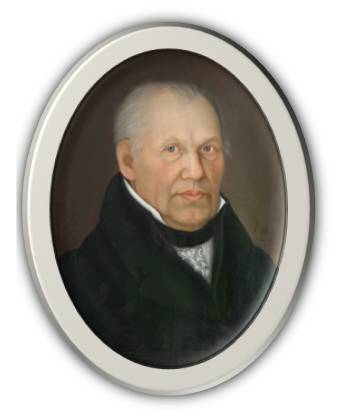
Johann Melchior Kubli (1750–1835)

- Kubli, Kaspar K. (1869–1943), amerikanischer Politiker der Republikaner und Sprecher des Repräsentantenhauses von Oregon
- Kubli, Manuel (* 1995), Schweizer Fußballspieler
- Kubli, Thom (* 1969), deutsch-schweizerischer Künstler, Komponist und Autor
- Kublitz-Kramer, Maria, deutsche Literaturwissenschaftlerin und Dozentin am Oberstufen-Kolleg Bielefeld
- Kubly, Felix Wilhelm (1802–1872), Schweizer Architekt

### Kubn
- Kubny, Manfred (* 1959), deutscher Sinologe
- Kubny, Werner (* 1949), deutscher Autor, Regisseur, Kameramann, Produzent und Drehbuchautor

### Kubo
- Kubo, Akira (* 1936), japanischer Schauspieler
- Kubo, Chiyoshi (* 1952), japanischer Radrennfahrer
- Kubo, Emiko, japanische Fußballspielerin
- Kubo, Hanae (* 1982), japanische Eishockeyspielerin
- Kubo, Inokichi (1874–1939), japanischer HNO-Mediziner und Dichter (Waka, Haiku)
- Kubo, Kaito (* 1993), japanischer Fußballspieler
- Kubo, Kakutarō (1892–1944), japanischer Religionsgründer
- Kubo, Keminth (* 1999), thailändischer Motorradrennfahrer
- Kubo, Luis (* 2000), deutscher Volleyball- und Beachvolleyballspieler
- Kubo, Mamoru (1905–1992), japanischer Maler im Yōga-Stil
- Kubo, Märt (* 1944), estnischer Kulturschaffender und Politiker
- Kubo, Masaaki (* 1930), japanischer Literaturwissenschaftler
- Kubo, Mayako (* 1947), japanische Komponistin
- Kubo, Rin (* 2008), japanische Leichtathletin
- Kubo, Ruriko (* 1989), japanische Leichtathletin
- Kubo, Ryōgo (1920–1995), japanischer Physiker
- Kubo, Sakae (1900–1958), japanischer Dramatiker
- Kubo, Seiichirō (* 2001), japanischer Fußballspieler

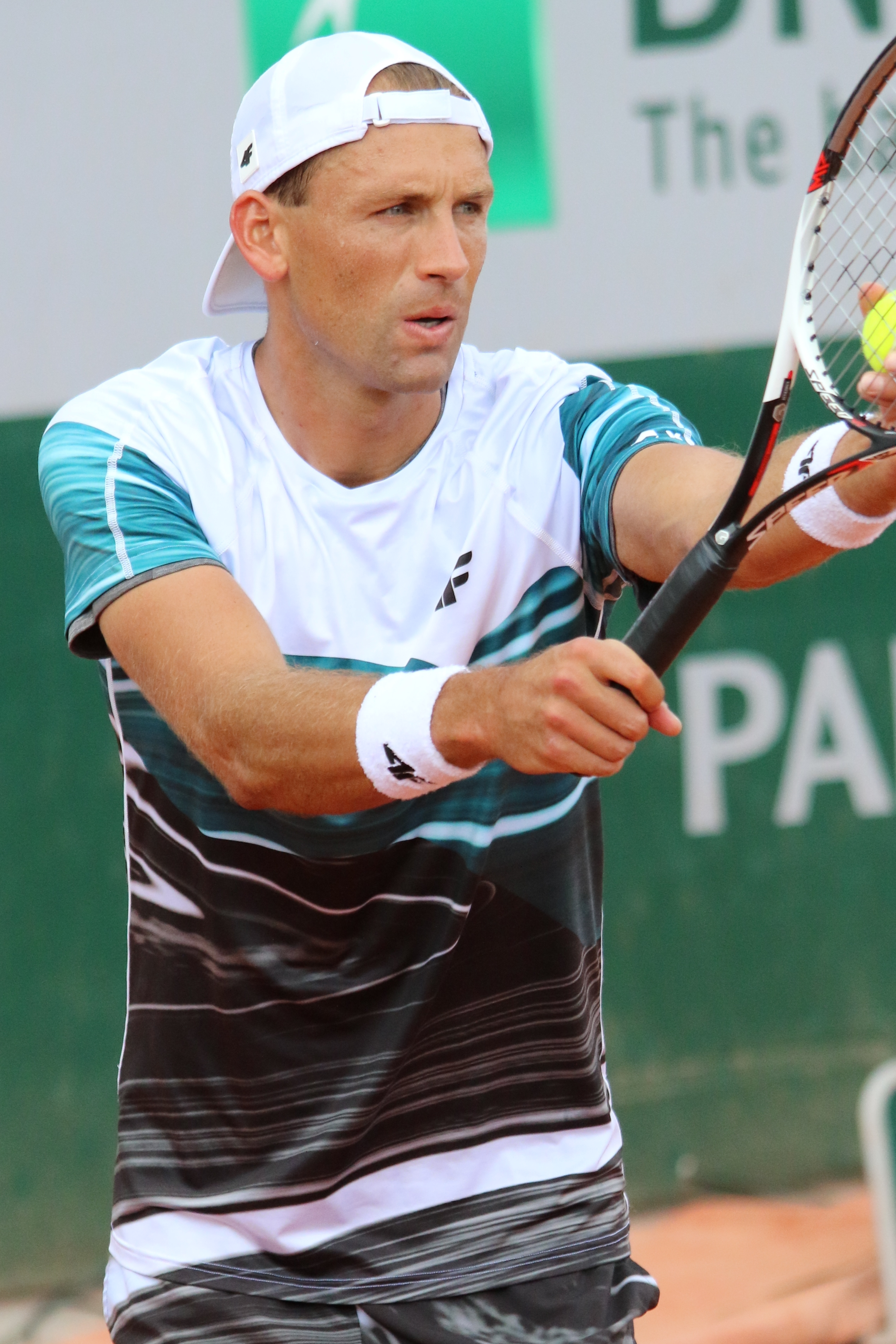
Łukasz Kubot (* 1982)

- Kubo, Seiji (* 1973), japanischer Fußballspieler
- Kubo, Shumman (1757–1820), japanischer Maler
- Kubo, Shun (* 1990), japanischer Boxer im Superbantamgewicht
- Kubo, Takefusa (* 2001), japanischer FußballspielerTakefusa Kubo (* 2001)

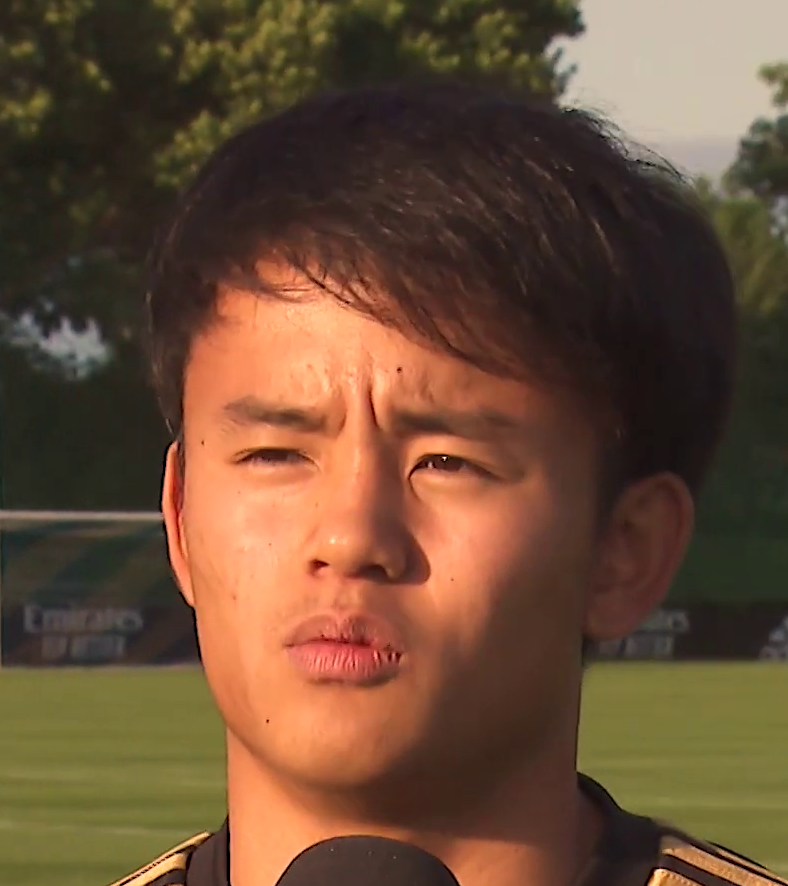
Takefusa Kubo (* 2001)

- Kubo, Tatsuhiko (* 1976), japanischer Fußballspieler
- Kubo, Tite (* 1977), japanischer Manga-Zeichner
- Kubo, Tōjirō (* 1999), japanischer Fußballspieler
- Kubo, Tsubasa (* 1993), japanischer Fußballspieler
- Kubo, Wataru (1929–2003), japanischer Politiker
- Kubo, Yūichi (* 1988), japanischer Fußballspieler
- Kubo, Yūya (* 1993), japanischer Fußballspieler
- Kubokawa, Kazuo (1903–1943), japanischer Astronom
- Kubokawa, Tsurujirō (1903–1974), japanischer Literaturkritiker
- Kuboki, Kazushige (* 1989), japanischer Radrennfahrer
- Kubokura, Satomi (* 1982), japanische Hürdenläuferin
- Kubomura, Kanji (* 1943), japanischer Radrennfahrer
- Kubon, Rupert (* 1957), deutscher Politiker (SPD)
- Kubon-Gilke, Gisela (* 1956), deutsche Volkswirtin
- Kuboniwa, Ryōta (* 2001), japanischer Fußballspieler
- Kubonouchi, Eisaku (* 1966), japanischer Manga-Zeichner
- Kuboš, Ján (* 1966), slowakischer Geistlicher und römisch-katholischer Weihbischof in Spiš
- Kubosch, Martin (* 1960), deutscher Fußballspieler
- Kubot, Łukasz (* 1982), polnischer TennisspielerŁukasz Kubot (* 1982)
- Kubota, Akira (* 1973), japanischer Fußballspieler
- Kubota, Beisen (1852–1906), japanischer Maler
- Kubota, Jun (* 1933), japanischer Literaturwissenschaftler
- Kubota, Kazune (* 1997), japanischer Fußballspieler
- Kubota, Machiko (* 2003), japanische Skispringerin
- Kubota, Manabu (* 1981), japanischer Fußballspieler
- Kubota, Mantarō (1889–1963), japanischer Schriftsteller
- Kubota, Ryō (* 1991), japanischer Fußballspieler
- Kubota, Ryō (* 2001), japanischer Fußballspieler
- Kubota, Ryūji (* 1976), japanischer Fußballspieler
- Kubota, Shigeko (1937–2015), japanisch-amerikanische Videokünstlerin
- Kubota, Tadahiko (1885–1952), japanischer Mathematiker und Hochschullehrer
- Kubota, Tomio (1930–2020), japanischer Mathematiker
- Kubota, Utsubo (1877–1967), japanischer Schriftsteller
- Kubota, Yūzō (* 1971), japanischer Badmintonspieler
- Kuboth, Sebastian (* 1984), deutscher Autor und Journalist
- Kubová, Simona (* 1991), tschechische Rückenschwimmerin
- Kubovsky, Peter (1930–2014), österreichischer Zeichner und Maler
- Kubowitz, Bernd (* 1962), deutscher Fußballspieler
- Kubowsky, Manfred (* 1939), deutscher Schriftsteller und Maler
- Kuboyama, Haruna (* 1996), japanische Sprinterin
- Kuboyama, Yoshikiyo (* 1976), japanischer Fußballspieler
- Kubozuka, Yōsuke (* 1979), japanischer Schauspieler

### Kubr
- Kubr, Jan (1934–2017), tschechischer Radrennfahrer
- Kubrā, Nadschm ad-Dīn al- (1145–1221), islamischer Mystiker und der Gründer der Tariqa Kubrawiyya (Kubrawiyya-Derwisch-Orden)
- Kubrat († 665), Khan der Bulgaren
- Kubri, Tiit (* 1955), estnischer Politiker
- Kubrick, Christiane (* 1932), deutsche Malerin und Schauspielerin
- Kubrick, Franky (* 1980), deutscher Rapper
- Kubrick, Stanley (1928–1999), US-amerikanischer Regisseur, Produzent und DrehbuchautorStanley Kubrick (1928–1999)

Stanley Kubrick (1928–1999)

- Kubrick, Vivian (* 1960), amerikanisch-britische Komponistin und die Tochter von Stanley und Christiane Kubrick
- Kubrycht, Bohumil (* 1886), böhmisch-tschechoslowakischer Radrennfahrer
- Kubrytskyj, Dmytro (* 2002), ukrainischer Eishockeytorwart

### Kubs
- Kubsch, Heinz (1930–1993), deutscher Fußballtorhüter
- Kubsch, Hermann Werner (1911–1983), deutscher Schriftsteller und Filmautor in Dresden
- Kubsch, Johannes (1927–2006), deutscher Fußballspieler
- Kubsch, Ron (* 1965), deutscher Theologe, Missionar und Autor
- Kubsda, Andreas (* 1963), deutscher Fußballspieler
- Kubski, Filip (* 1987), polnischer E-Sportler
- Kubsova, Jarka (* 1977), deutsche Schriftstellerin

### Kubu
- Kubů, Eduard (* 1951), tschechischer Historiker
- Kubu, Jone (* 1961), fidschianischer Rugbyspieler
- Kubuabola, Inoke (* 1948), fidschianischer Politiker und Diplomat
- Kubuitsile, Shakes (* 1962), botswanischer Boxer
- Kubura, Milica (* 1995), serbische Volleyballspielerin
- Kuburović-Kisić, Nela (* 1982), serbische Politikerin und Justizministerin
- Kubus, Richard (1914–1987), deutscher Fußballspieler
- Kubusch, Christian (* 1988), deutscher Schwimmer
- Kubuschok, Egon (1902–1981), deutscher Jurist
- Kubushiro, Ochimi (1882–1972), japanische Frauenrechtlerin
- Kubuteit, Horst (1946–1973), deutscher Fußballspieler

### Kuby
- Kuby, Alfred Hans (1923–2014), deutscher Heimatforscher, Pfarrer und evangelischer Theologe
- Kuby, Benedikt, deutscher Regisseur, Drehbuchautor, Kameramann und Produzent
- Kuby, Christiane (* 1952), deutsche Übersetzerin
- Kuby, Christine (* 1957), deutsche Terroristin in der Rote Armee Fraktion
- Kuby, Clemens (* 1947), deutscher Dokumentarfilmer und AutorClemens Kuby (* 1947)

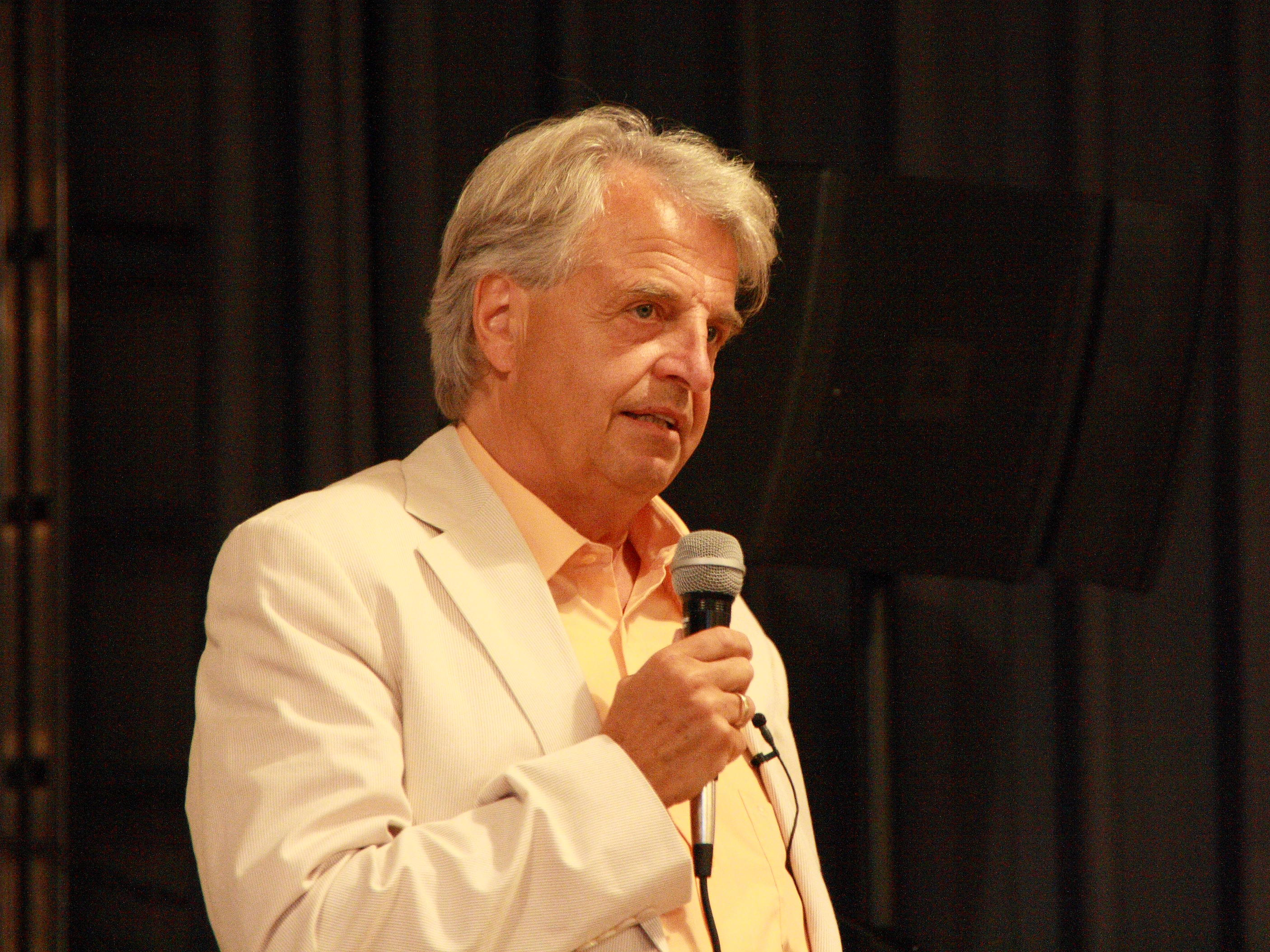
Clemens Kuby (* 1947)

- Kuby, Erich (1910–2005), deutscher Journalist und Publizist
- Kuby, Gabriele (* 1944), deutsche Soziologin, Publizistin und Vortragsrednerin
- Kuby, Sophia (* 1981), deutsche katholische Aktivistin
- Kuby, Wilhelm (1829–1894), deutscher Amts- und Militärarzt
- Kubyschkin, Konstantin Wladimirowitsch (* 1974), russischer Bildhauer